# Willem van Haecht (peintre)
Pour les articles homonymes, voir Willem van Haecht.
Willem van Haecht (1593 – 1637) est un peintre baroque flamand.

## Biographie
Willem van Haecht naît à Anvers le 7 novembre 1593. Il est le fils du peintre paysagiste Tobias Verhaecht et le petit-neveu de l'écrivain Willem van Haecht. Après avoir étudié sous la direction de Pierre Paul Rubens, il travaille à Paris de 1615 à 1619, puis voyage à travers l'Italie pendant environ sept ans.
En 1626, van Haecht devient maître dans la guilde de Saint-Luc d'Anvers, et à partir de 1628 il est conservateur de la collection artistique de Cornélius van der Geest.
Il meurt à Anvers le 12 juillet 1637.

## Œuvres
- v. 1625 : Intérieur du salon de l'archiduchesse Isabelle d'Autriche
- 1628 : Le Cabinet d'art de Cornelis van der Geest, Rubenshuis, Anvers[1]
- v. 1630 : Apelle peignant Campaspe[2]